# Klasse van hoogveenslenken
De klasse van hoogveenslenken (Scheuchzerietea) is een klasse van syntaxa die typerend zijn voor verlandingsvegetatie bij oligotrofe, zure (dikwijls dystrofe) wateren. In Nederland komen de begroeiingen uit deze klasse voor alleen voor op de hogere zandgronden.

## Naamgeving en codering
| Scheuchzerio palustris-Caricetea fuscae Tx. 1937          |
| Scheuchzerietea Den Held et al. in Westh. & Den Held 1969 |

- Natura2000-habitattypecodes (EU-codes): H7150, H3160
- Syntaxoncode voor Nederland (rVvN): r10

De wetenschappelijke naam Scheuchzerietea is afgeleid van de botanische naam van veenbloembies (Scheuchzeria palustris).

## Fysiognomie
De klasse van hoogveenslenken is fysiognomisch vooral gekenmerkt door de in het water zwevende of net boven het wateroppervlak uit groeiende matten van veenmos en haarden van smalbladige cypergrassen.

## Ecologie
De klasse van hoogveenslenken omvat pionierende verlandingsvegetatie in zure, oligotrofe tot meso-oligotrofe, permanent natte, lagergelegen standplaatsen. Het gaat vooral om allerlei depressies in hoogvenen, waaronder slenken, vennen en veenputten. Daarnaast komen deze gemeenschappen ook voor in vennen in heiden.

## Onderliggende syntaxa in Nederland en Vlaanderen
De klasse van hoogveenslenken wordt in Nederland en Vlaanderen vertegenwoordigd door slechts een enkele orde met twee verbonden. In totaal kent de klasse in Nederland en Vlaanderen een viertal associaties.
- - orde van hoogveenslenken (Scheuchzerietalia)
    - verbond van veenmos en snavelbies (Rhynchosporion albae)
      - waterveenmos-associatie (Sphagnetum cuspidato-obesi)
      - associatie van veenmos en snavelbies (Sphagno-Rhynchosporetum)
      - veenbloembies-associatie (Caricetum limosae)

    - draadzegge-verbond (Caricion lasiocarpae)
      - associatie van draadzegge en veenpluis (Eriophoro-Caricetum lasiocarpae)

Derivaatgemeenschappen
- derivaatgemeenschap met pitrus en veenmos (DG Juncus effusus-Sphagnum-[Scheuchzerietea])
- derivaatgemeenschap met witte waterlelie (DG Nymphaea alba-[Scheuchzerietea])

Rompgemeenschappen
- rompgemeenschap met slangenwortel (RG Calla palustris-Sphagnum-[Caricion lasiocarpae])
- rompgemeenschap met waterveenmos (RG Sphagnum cuspidatum-[Scheuchzerietea])
- rompgemeenschap met kleine veenbes en veenmos (RG Vaccinium oxycoccos-Sphagnum-[Scheuchzerietea])
- rompgemeenschap met snavelzegge (RG Carex rostrata-[Scheuchzerietea])
- rompgemeenschap met veenpluis en veenmos (RG Eriophorum angustifolium-Sphagnum-[Scheuchzerietea])
- rompgemeenschap met pijpenstrootje en veenmos (RG Molinia caerulea-Sphagnum-[Scheuchzerietea])
- rompgemeenschap met klein blaasjeskruid (RG Utricularia minor-[Scheuchzerietea])
- rompgemeenschap met vensikkelmos (RG Warnstorfia fluitans-[Scheuchzerietea])
- rompgemeenschap met gewone waterbies en veenmos (RG Eleocharis palustris-Sphagnum-[Scheuchzerietea])

- rompgemeenschap met veelstengelige waterbies en veenmos (RG Eleocharis multicaulis-Sphagnum-[Littorelletea/Scheuchzerietea])
- rompgemeenschap met knolrus en veenmos (RG Juncus bulbosus-Sphagnum-[Littorelletea/Scheuchzerietea])

## Vegetatiezonering
In de vegetatiezonering vormt de klasse van hoogveenslenken vaak contactgemeenschappen met de klasse van hoogveenbulten en natte heiden, de oeverkruid-klasse en de klasse van kleine zeggen.

## Diagnostische taxa voor Nederland en Vlaanderen
In de onderstaande synoptische tabel staan de belangrijkste diagnostische taxa voor de klasse van hoogveenslenken in Nederland en Vlaanderen.
| Kentaxon | Presentie | Triviale naam            | Botanische naam          | Opmerking                              |
| -------- | --------- | ------------------------ | ------------------------ | -------------------------------------- |
| kK       | -         | waterveenmos             | Sphagnum cuspidatum      |                                        |
| kK       | -         | vensikkelmos             | Warnstorfia fluitans     | zwakke kK; ook in de oeverkruid-klasse |
| kK       | r         | moerasveenmos            | Sphagnum subsecundum     |                                        |
| bg       | -         | veenpluis                | Eriophorum angustifolium |                                        |
| bg       | -         | klein blaasjeskruid      | Utricularia minor        |                                        |
| bg       | -         | knolrus                  | Juncus bulbosus          |                                        |
| bg       | -         | veelstengelige waterbies | Eleocharis multicaulis   |                                        |

## Fauna
De vegetatie uit de klasse van hoogveenslenken vormt een zeer belangrijk onderdeel van het biotoop van tal van diersoorten. Zo kennen bijvoorbeeld de maanwaterjuffer en de zwarte heidelibel hier hun optimum.

## Fotogalerij

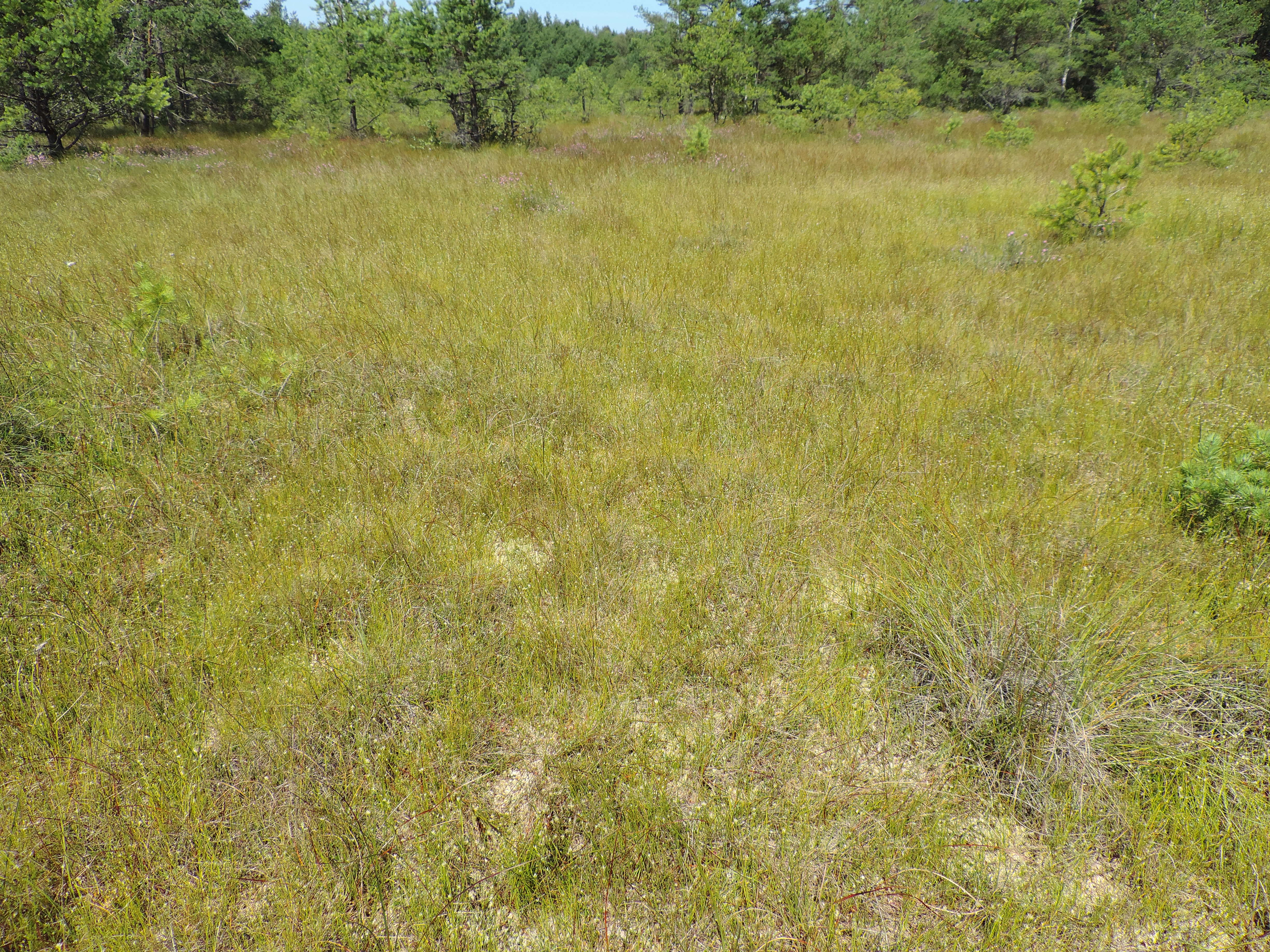
Droog zomeraspect van een vlakdekkende vorm van de associatie van veenmos en snavelbies.
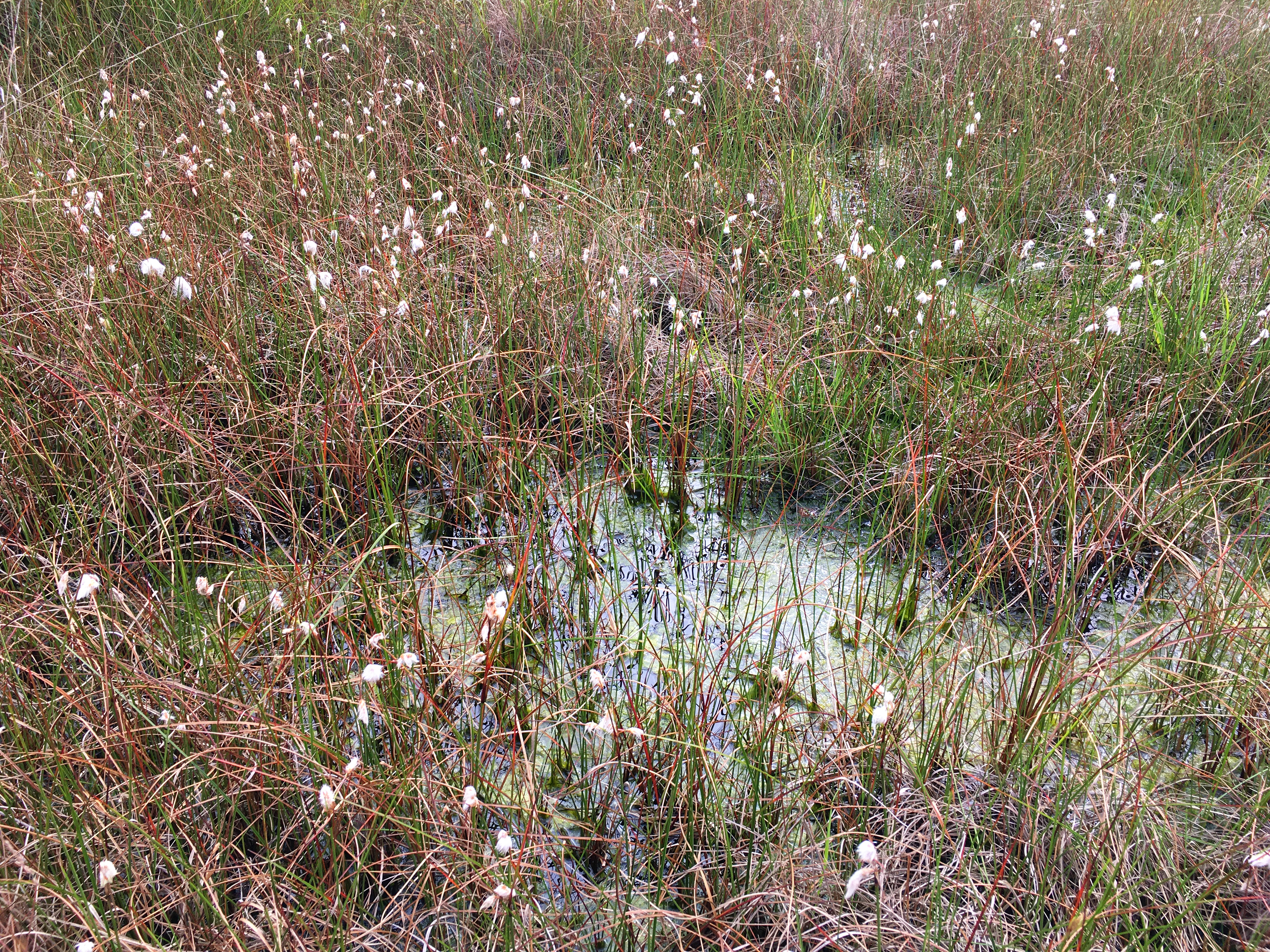
Herfstaspect van een veenput met de rompgemeenschap met veenpluis en veenmos.
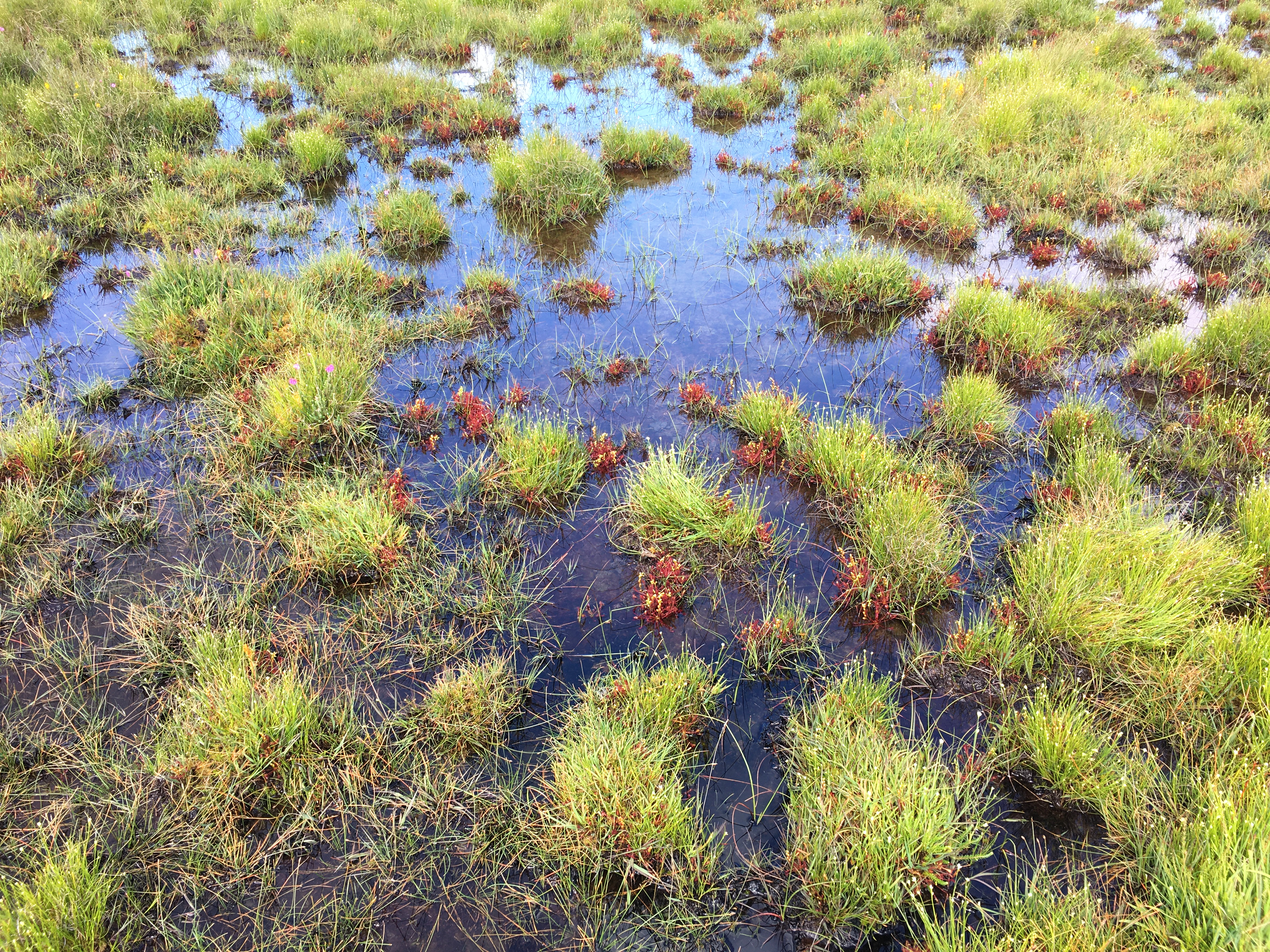
Zeer jonge, open pioniervorm van de associatie van veenmos en snavelbies in een natte hoogveenslenk.